# Paximadia
Paximadia (En griego: Παξιμάδια) es un conjunto formado por dos islas, Megalo Paximadi y Mikro Paximadi), ubicadas en el Golfo de Mesara, a 12 kilómetros de la isla de Creta, desde donde se pueden observar; la cercanía entre ellas hace que parezcan una sola isla.

## Mitología
Según la mitología cretense, es en esta islas donde a diosa Leto dio a luz al dios Apolo y a la diosa Artemisa.

## Playas
Las playas de Paximadia destacan por su calidad y aislamiento, accesibles únicamente en barco desde Agia Galini. 

## Relieve deMegalo Paximadi
Megalo Paximadi se compone de una montaña alargada con una altura que va desde los 45 hasta los 155 metros y una llanura que hace las veces de playa al oeste de la isla.

## Relieve deMikro Paximadi
Mikro Paximadi es más escarpada que Megalo Paximadi. Se compone de una sola montaña de una altura de 141 metros de alto. No tiene ningún llano ni mesetas.
- Datos: Q1777777
- Multimedia: Paximadia / Q1777777